# Diuris pedunculata
Diuris pedunculata är en orkidéart som beskrevs av Robert Brown. Diuris pedunculata ingår i släktet Diuris och familjen orkidéer.
Artens utbredningsområde är New South Wales. Inga underarter finns listade i Catalogue of Life.